# Сьянгджа (район)
Сьянгджа (непальск. स्याङ्जा जिल्ला) — один из 75 районов Непала. Входит в состав зоны Гандаки, которая, в свою очередь, входит в состав Западного региона страны. Административный центр — город Путалибазар.
Граничит с районом Каски (на севере), районом Танаху (на востоке), районами Гулми и Палпа зоны Лумбини (на юге и юго-западе) и районом Парбат зоны Дхаулагири (на западе). Площадь района составляет 1164 км².
Население по данным переписи 2011 года составляет 289 148 человек, из них 125 833 мужчины и 163 315 женщин. По данным переписи 2001 года население насчитывало 317 320 человек. 90,21 % населения исповедуют индуизм; 7,44 % — буддизм; 0,68 % — ислам и 0,20 % — христианство.